# Богдановский сельсовет (Московская область)
Богдановский сельсовет — упразднённая административно-территориальная единица, существовавшая на территории Московской губернии и Московской области до 1954 года.
Богдановский сельсовет был образован в первые годы советской власти. По данным 1918 года он входил в состав Рогачёвской волости Дмитровского уезда Московской губернии.
В 1927 году из Богдановского с/с был выделен Трехденевский (селение Трёхденево) с/с.
По данным 1926 года в состав сельсовета входили деревни Безбородово, Богданово, Жирково, Копылово, Нечаево, Софрыгино, Трехденево и Чешково.
В 1929 году Богдановский с/с был отнесён к Дмитровскому району Московского округа Московской области. При этом к нему был присоединён Трёхденевский (селение Трехденево) с/с.
27 февраля 1935 года Богдановский с/с был передан в Коммунистический район.
4 января 1952 года из Покровского с/с в Богдановский с/с было передано селение Михалево. Одновременно из Богдановского с/с в Кочергинский с/с было передано селение Безбородово.
14 июня 1954 года Богдановский с/с был упразднён, а его территория (селения Богданово, Жирково, Копылово, Михалево, Нечаево, Софрыгино, Трехденево и Чешково) передана в Покровский с/с.